# Simca

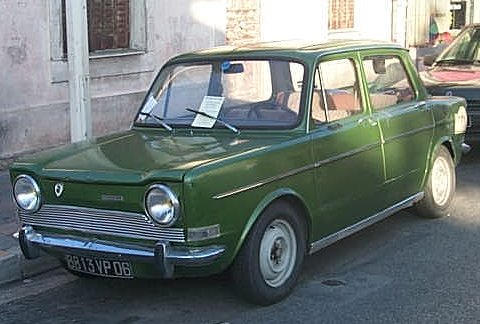
Um modelo Simca 1000 (1961-1978), muito significativo para a marca.

A Simca (acrônimo de Société Industrielle Mécanique et Carrosserie Automobile) foi uma construtora de automóveis franco-italiana, formalmente criada pela Fiat na França em 1934.

## Histórico
O objetivo da Fiat era de construir seus veículos na França sem as taxas de importação, primeiro sob a marca Simca-Fiat, entre 1935 e 1938, e posteriormente sob apenas Simca, a partir de 1939.
A Simca veio a se tornar o terceiro maior fabricante de automóveis francês. O Simca Aronde foi o primeiro modelo de desenho próprio, uma berlina familiar de quatro lugares que era rival do Renault Dauphine. Produziu-se depois o Simca 1000, um carro robusto e económico para todos os tipos de família que era rival do Renault 8. Foi com um Simca 1000 que se bateu o recorde de circulação em duas rodas.
Após a morte de Henri Théodore Pigozzi a empresa foi gradualmente incorporada pela Chrysler, até que em 1970 tornou-se uma de suas subsidiárias e a marca Simca passou a lhe pertencer. A marca desapareceria em 1980, quando as operações européias da Chrysler foram vendidas ao grupo PSA Peugeot Citroën, que a substituiu em favor da Talbot. No entanto, ainda hoje a marca Simca faz parte do patrimônio do grupo PSA Peugeot Citroën.
Até 1981 vários modelos Simca foram vendidos como Talbot-Simca mas nesse ano o nome Simca desapareceu. Em 1987 a Talbot também desapareceu e com ela os modelos que a Simca havia produzido.